# Pașcani (stacja kolejowa)
Pașcani (rum: Gara Pașcani) – stacja kolejowa w miejscowości Pașcani, w Okręgu Jassy, w Rumunii. Stacja jest obsługiwana przez pociągi Căile Ferate Române (CFR). Znajduje się na ważnej magistrali kolejowej nr 500 Bukareszt – Suczawa.

## Linie kolejowe
- Linia Bukareszt – Suczawa
- Linia Pașcani – Jassy
- Linia Pașcani – Târgu Neamț